# 쓰엉푸
쓰엉푸(베트남어: Xương Phù / 昌符 창부 / 1377년 5월 ~ 1388년 12월)는 베트남 쩐 왕조(陳朝) 폐제(廢帝) 영덕왕(靈德王) 쩐히엔(陳晛)의 연호이다.

## 개원
- 롱카인(隆慶) 5년 5월 13일[1](율리우스력 1377년 6월 19일)에 연호를 쓰엉푸(昌符)로 개원함.[2][3]

- 쓰엉푸(昌符) 12년 12월 27일[4](율리우스력 1389년 1월 24일)에 연호를 꽝타이(光泰)로 개원함.[5][3]

## 연대 대조표
| 쓰엉푸 | 서기(西紀) | 간지(干支) | 명나라 연호     |
| 원년   | 1377년     | 정사(丁巳) | 홍무(洪武) 10년 |
| 2년    | 1378년     | 무오(戊午) | 홍무 11년       |
| 3년    | 1379년     | 기미(己未) | 홍무 12년       |
| 4년    | 1380년     | 경신(庚申) | 홍무 13년       |
| 5년    | 1381년     | 신유(辛酉) | 홍무 14년       |
| 6년    | 1382년     | 임술(壬戌) | 홍무 15년       |
| 7년    | 1383년     | 계해(癸亥) | 홍무 16년       |
| 8년    | 1384년     | 갑자(甲子) | 홍무 17년       |
| 9년    | 1385년     | 을축(乙丑) | 홍무 18년       |
| 10년   | 1386년     | 병인(丙寅) | 홍무 19년       |
| 쓰엉푸 | 서기(西紀) | 간지(干支) | 명나라 연호     |
| 11년   | 1387년     | 정묘(丁卯) | 홍무(洪武) 20년 |
| 12년   | 1388년     | 무진(戊辰) | 홍무 21년       |

## 동시대 연호

### 중국(몽골)
명(明)
- 홍무(洪武) (1368년 ~ 1398년)

북원(北元)
- 선광(宣光) (1371년 ~ 1379년)
- 천원(天元) (1379년 ~ 1388년)

### 일본
남조(南朝)
- 덴주(天授) (1375년 ~ 1381년)
- 고와(弘和) (1381년 ~ 1384년)
- 겐추(元中) (1384년 ~ 1392년)

북조(北朝)
- 에이와(永和) (1375년 ~ 1379년)
- 고랴쿠(康曆) (1379년 ~ 1381년)
- 에이토쿠(永德) (1381년 ~ 1384년)
- 시토쿠(至德) (1384년 ~ 1387년)
- 가케이(嘉慶) (1387년 ~ 1389년)

## 같이 보기
- 베트남의 연호